# Ondřej Čelůstka
Ondřej Čelůstka (Zlín, Txecoslovàquia, 18 de juny de 1989) és un futbolista txec que juga de defensa i que milita en l'A. C. Sparta Praga.
Ha estat internacional amb la selecció de futbol de la República Txeca, amb la qual ha marcat tres gols en els 33 partits que ha jugat. També ho ha estat en les categories sots-19, sots-20 i sots-21.

## Clubs
| Club                        | País       | Any       |
| --------------------------- | ---------- | --------- |
| F. C. Tescoma Zlín          | Txèquia    | 2007-2009 |
| S. K. Slavia Praga          | Txèquia    | 2009-2011 |
| O. S. Palerm (cedit)        | Itàlia     | 2010      |
| Trabzonspor                 | Turquia    | 2011-2014 |
| Sunderland A. F. C. (cedit) | Anglaterra | 2013-2014 |
| 1. F. C. Núremberg          | Alemanya   | 2014-2015 |
| Antalyaspor                 | Turquia    | 2015-2020 |
| A. C. Sparta Praga          | Txèquia    | 2020-     |